# Dcheira El Jihadia
Dcheira El Jihadia (arabsky:الدشيرة الجهادية; berbersky:ⴷⵛⵉⵔⴰ ⵍⵊⵉⵀⴰⴷⵉⵢⴰ) česky lze též číst jako Ad-Dšeyra-el-Džihadia, je město v prefektuře Inezgane-Aït Melloul v regionu Souss-Massa v Maroku. Nachází se mezi městy Agádír a Inezgane. Podle sčítání lidu, domů a bytů za rok 2014 v něm žilo 100 336 obyvatel, což byl nárůst o více než 10 000 obyvatel oproti roku 2004.
Město je důležitou silniční tepnou a také křižovatkou silnic N10, která spojuje Agádír s východem Maroka a N8, která spojuje Inezgane s Marrákéší a Fesem.
Název města je složen z názvů dvou obcí, které později splynuly v jedno město. Jedná se o obce Dcheira (Ad-Dšeyra) a El Jihadia (el-Džihadia).